# Pleito de los Nueve Valles
El pleito de los Nueve Valles o simplemente pleito de los Valles fue un proceso que enfrentó a nueve valles de las Asturias de Santillana (actual Cantabria, en España) con los duques del Infantado. Comenzado en 1544, fue fallado en 1581 a favor de los Nueve Valles. Su importancia fue capital en el proceso de la configuración territorial de Cantabria, ya que logró la independencia de los valles, constituidos en la provincia de los Nueve Valles en 1589, germen a su vez de la provincia de Cantabria de 1778, y provocó el retroceso de los dominios señoriales en la región. Su memorial ocupa 178 folios.
Es importante señalar que las Asturias de Santillana se organizaban en valles perpendiculares al mar. Es decir, a pesar del auge del feudalismo, la sociedad coetánea no tenía como núcleo únicamente la aldea, sino que había conexiones entre todas las aldeas de un valle, existiendo una suerte de federación de concejos. Cada valle tenía su junta y sus ordenanzas. Cuando los vecinos de esos territorios litigaron contra la nobleza, lo hicieron, por tanto. a través de la representación de cada valle. El pleito no estuvo aislado en el tiempo, ya que otras regiones de la actual Cantabria trataron de sacudirse el dominio señorial, como sucedió en Liébana.

## Historia

### Contexto

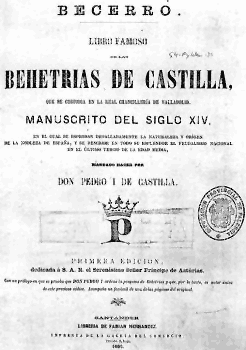
Libro del Becerro de Behetrías, donde aparecen los valles y, específicamente, el de Carriedo (llamado Carrieto) con la condición de realengo, aunque en documentos posteriores se adjunta primer a los condes de Castañeda y después a los duques del Infantado.

Durante la Baja Edad Media el territorio que hoy es Cantabria estaba dividido en merindades, divisiones administrativas fiscales y jurídicas del reino de Castilla controladas por un merino. Sus diferentes parcelas tenían distintos grados de administración. Podían ser de realengo (dependientes del rey de Castilla), de abadengo (de un abad), solariegas (de un noble) y de behetría (de la Corona, pero supeditadas a un noble, libremente elegido, al que pagar tributo).
Desde el siglo XII y, sobre todo, desde el siglo XIII, ese territorio lo dominó la nobleza en detrimento del poder de los abades, que desde el siglo IX habían copado los privilegios de la región, especialmente los de la abadía de Santa Juliana. Los privilegios de los señores se engrosaron continuamente, obteniendo más territorios por gracia real o usurpación de territorios antes pertenecientes a la Corona de Castilla en materia de impuestos, autoridad y jurisdicción. A su vez mermaban los derechos del campesinado, que en un principio había podido elegir a sus señores. Los valles de las Asturias de Santillana, antes de que por ellos se extendiese el poder del primer duque del Infantado, tenían libertad para celebrar juntas generales. La primera documentada fue en 1430 en el Campo del Revolgo de la villa de Santillana. El aumento del poder señorial está documentado por comparación entre el Becerro de Behetrías (1351) y el Apeo de 1404, documentos ambos que señalan las condiciones de los lugares. En el primero hay más territorios de realengo y behetría y en el segundo más de señorío.
Uno de los señores más importantes del siglo XIV fue Garcilaso I de la Vega, valido de Alfonso XI de Castilla y chanciller de Valladolid, quien era jefe de nombre y de armas de la Casa de la Vega y obtuvo territorios en las Asturias de Santillana. Durante el siglo XV los De la Vega se enfrentaron al poder de la Corona de Castilla, creando la figura del mayordomazgo para extender su poder, sistema administrativo controlado por ellos. Los Vega recibieron en 1341, de la mano de Alfonso XI, los valles de Carriedo, Villaescusa, Cayón, Camargo y Cabezón, junto a otras propiedades. Leonor de la Vega, heredera del linaje, se casó con Diego Hurtado de Mendoza, dando lugar a la casa De la Vega-Mendoza. Su primogénito, Íñigo López de Mendoza, quedó a la muerte de Leonor con los territorios de las Asturias de Santillana. En 1445 el rey Juan II de Castilla le confirmó sus posesiones, hecho que no reconocieron los valles como lícito. 
Aunque la casa De la Vega -posteriormente unida a la de Mendoza- era la más poderosa, otras familias nobiliares se disputaban los territorios, incluso en algunos de los nueve valles. Es el caso de los condes de Castañeda, que tomaron por la fuerza posesión de algunas zonas del valle de Camargo.
Cabe decir que a comienzos del siglo XVI, en los territorios controlados por el duque del Infantado, y especialmente las Asturias de Santillana, el campesinado sufrió un aumento continuo de los impuestos, lo que agitaba el descontento. Independizarse del dominio señorial era deseable, puesto que los impuestos podían quedar en cantidades simbólicas. Esa situación se dio en Trasmiera, los valles de Soba y Ruesga, y en el de Carriedo desde que el duque del Infantado perdió el poder tras la sentencia de 1505. Además, algunas de estas comunidades no debían pagar aranceles por importar artículos de primera necesidad. Sin embargo, ganado el pleito y vueltos los nueve valles al estado de realengo, la presión fiscal se intensificó todavía más.

### Los primeros pleitos
Muchas veces se considera que el pleito de los Nueve Valles duró desde 1438 hasta su resolución en 1581 o incluso hasta la creación de la provincia de los Nueve Valles en 1589; esto es, cerca de 150 años. En realidad se trató de una serie de pleitos, el primero de los cuales fue el pleito Viejo de los Valles, que favoreció al poder señorial.
El pleito Viejo de los Valles (1438-1444)
A comienzos del siglo XII el campesinado de la Merindad de las Asturias de Santillana, harto de su situación, se levantó en diversos pleitos en contra de la casa De la Vega-Mendoza. El pleito Viejo de los Valles comenzó en 1438 por discutir los valles su pertenencia al señorío de Íñigo López de Mendoza, aduciendo que durante las últimas décadas habían permitido quedar bajo el dominio de la casa De la Vega únicamente porque pensaron que el rey no hubiera escuchado sus quejas, al ser el titular amigo suyo. Durante el mandato de Leonor de la Vega el tacto de esta, una verdadera señora, había evitado eclosionar las quejas. Sin embargo, Íñigo entró con gran violencia en los valles, tomando posesión de ellos por las armas, lo que provocó la ira y la rebelión de los campesinos.
En 1444 fue fallado el primer pleito por apartamiento del corregidor de las Asturias de Oviedo a favor de Íñigo López de Mendoza, que al poco tiempo obtuvo los títulos de marqués de Santillana y conde del Real de Manzanares. Este hecho significó la entrega de Santillana del Mar al marqués de Santillana, y, por tanto, el fin de su merindad y de sus juntas generales, puesto que la jurisdicción de las Asturias de Santillana pasó a ser privilegio de la casas De la Vega-Mendoza, lo cual confirmó Juan II en 1448.Véase Dicho marquesado incluía los valles de Carriedo (posteriormente escindido tras su pleito), Cayón, Penagos, Villaescusa, Piélagos, Camargo, Reocín, Cabezón, Cabuérniga, Alfoz de Lloredo (todos ellos escindidos tras el pleito de los Nueve Valles), Anieva, Cieza y Lamasón, además de la villa de Santillana, los dominios agrupados bajo el nombre tierra de La Vega, y Pando (actual Torrelavega). En 1475 el marqués de Santillana recibió también el ducado del Infantado.
El pleito de Carriedo (1495-1499)
Leonor de la Vega, en su testamento, había legado el valle de Carriedo a Íñigo López de Mendoza, a pesar de que este valle no le pertenecía desde que en 1403 se había solucionado un conflicto respecto a su posesión con el corregidor de la Hermandad de las Cuatro Villas de la Costa. No obstante, en 1495 el campesinado de dicho valle quiso emanciparse, presentando su solicitud ante la monarquía en lo que se conoce como pleito de Carriedo. Carriedo, situado al sureste de las Asturias de Santillana, pertenecía entonces a la familia Velasco y era codiciado por los Mendoza; los campesinos se resistían a caer frente a los señores, quienes emplearon la violencia para hacerlos desistir de su empeño. El pleito fue fallado por la chancillería de Valladolid en 1499 a favor del valle, que logró así su independencia jurisdiccional. La sentencia fue recurrida y de nuevo confirmada en 1504, 1505 y 1546.
En el pleito de Carriedo el valle declaró que no había denunciado su situación señorial durante los reinados de Juan II y Enrique IV de Castilla «porque siempre existió la privanza y el favor y las guerras y los miedos y temores». Al igual que Carriedo, los otros valles enjuiciados de las Asturias de Santillana reclamaron más tarde que tampoco ellos habían considerado nunca legítima la dominación señorial.

### El pleito de los Nueve Valles

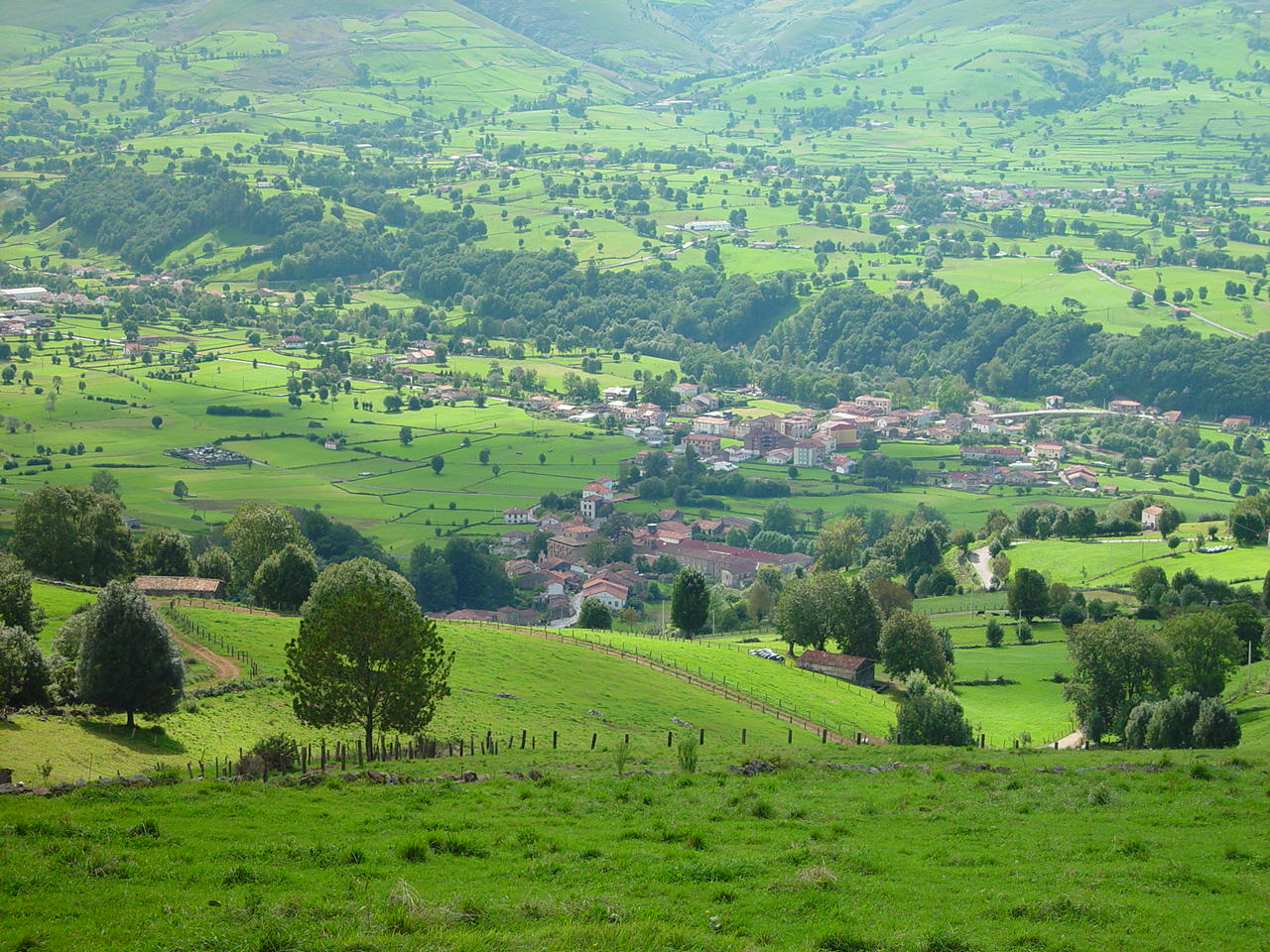
Panorámica del valle de Carriedo en 2007, primero en volver a la condición de realengo y antecedente inmediato del pleito de los Valles.

Tras el fallo del pleito de Carriedo decidieron apelar a la monarquía los valles de Alfoz de Lloredo, Cabezón, Cabuérniga, Camargo, Cayón, Penagos, Piélagos, Reocín y Villaescusa, parte de las Asturias de Santillana, que pertenecían a los duques del Infantado, también marqueses de Santillana. Los valles presentaron su querencia en 1544 al duque del Infantado. Reocín y Cabuérniga fueron posesiones tardías del duque, y Cabuérniga se unió al pleito más tarde, por lo que a veces no son presentados como querellantes. Los valles protestaron ante el rey diciendo que:

...los Concejos y vecinos de los valles de Camargo, Alfóz de Lloredo, Villaescusa, Cayón, Penagos, Piélagos, Cabezón y Riocín, manifiestan, que todos los dichos valles, lugares, Concejos y vecinos dellos, con su término y montes, pastos, dehesas y vasallos, jurisdicción alta y baja, civil y criminal, mero y mixto imperio y las rentas y pechos y derechos con todas las otras cosas anejas á los valles, son realengas y de la corona real destos vuestros reinos y behetría de mar á mar. Y así no se pudieron ni pueden apartar, ni dividir, ni partir de dicha corona real, libres y exentos de todo vasallage, ni señorío alguno, no siendo vasallos del dicho duque ni pudiendo ser de derecho, ni lo debiendo, como no se le debe vasallaje, ni servicio, ni pecho, ni derecho, ni otro tributo alguno. El dicho duque por fuerza y no debidamente, tiene entrados y ocupados contra toda razón y justicia los dichos valles...

Sentencia de 1553: La primera sentencia (en grado de vista), del 17 de octubre de 1553, fue positiva para los valles, quienes consiguieron avances en asuntos de impuestos y rentas para los duques, así como considerar la jurisdicción civil y criminal de su territorio como derecho real, devolviéndolo al realengo. Esta conclusión llegó al considerarse que los Mendoza habían forzado su poder sobre los valles, diciéndose que habían obtenido el favor de los

parientes mayores de los dichos valles para que fuesen sus vasallos dándoles muchas dádivas y acostamientos porque tuviesen maneras con los otros menores para que los recibiesen por tal señor.
Ortiz Real, J.; Cantabria..., pp. 84-99.

Esta sentencia no otorgó validez a los documentos presentados por Íñigo López de Mendoza relativos a su herencia. Incluso, el fiscal Juan García llegó a considerar perjuros a más de cincuenta testigos que declararon a favor del duque, quien presentó hasta cuatro alegatos.
Sentencia de 1568: La sentencia fue recurrida por los duques, pero en 1568 se confirmó la sentencia anterior.
Sentencia de 1578: En 1578 la chancillería de Valladolid confirmó la devolución de la jurisdicción civil y criminal a los alcaldes de los valles. Los valles de Reocín y Cabuérniga, que no habían formado parte del señorío hasta 1544, fueron incluidos.
Sentencia de 1581: En 1581 se confirmó por última vez la situación de realengo de los valles y se fijó la construcción de una provincia que los incluyera.

### La provincia de los Nueve Valles
Las consecuencias directas de la resolución del conflicto fueron la devolución de los valles a la Corona castellana, integrados en 1589 la provincia de los Nueve Valles de las Asturias de Santillana, la recuperación del poder real y la merma del poder señorial en la zona. La nueva provincia fue constituida en la casa de juntas de Puente San Miguel, lugar donde en 1778 se decidió su integración en otra provincia, la de Cantabria, que aunque de corta duración se considera el origen político e histórico de la actual comunidad autónoma.
La provincia de los Nueve Valles obtuvo privilegios, entre otros monarcas, de Felipe IV (1630), quien le permitió regirse por alcaldes ordinarios. Este hecho hace que otras veces se considera 1630 como fecha para la creación de la provincia. Otras veces, la fecha tomada es 1581, año en que terminó el pleito. En 1645 entraron en vigor las ordenanzas generales de la provincia, que fueron reformadas en 1757.

## Argumentos
De los valles
Los Nueve Valles quisieron unir el pleito de Carriedo como precedente y concentraron sus argumentos en los siguientes puntos:
1. Justicia. Los duques no les permitían adoptar alcaldes, merinos ni otros cargos judiciales, lo que les obligaba siempre a recibir la justicia de la villa de Santillana del Mar, controlada por los propios duques.
2. Seguridad. Los caminos entre las localidades no se protegían, lo que daba lugar a que los viajeros que debían acudir a Santillana fuesen fácilmente asaltados e incluso muertos muchas veces. La inseguridad se incrementó aprovechando los pleitos, para que los que debían acudir murieran en los caminos.
3. Economía. Los duques obligaban a los labriegos a pagar tributo para sufragar la administración de la justicia de la que se quejaban. Apresaban también a los procuradores concejiles díscolos.
4. Corrupción. Los duques pagaban a los escribanos para tenerlos a su disposición. Además, los soldados a las órdenes de los duques, aprovechando la tensión generada por los pleitos, no castigaban la violencia, ni siquiera el asesinato, con lo que esta se incrementó.

De los duques
1. Derecho. Los duques del Infantado adujeron que los territorios habían pertenecido a la casa de la Vega por 100 años.[18] Afirmaban también que en 1420 Juan II de Castilla había dado a Leonor de la Vega confirmación de la posesión sobre los valles, a pesar de que esta no se ejerció hasta 1448, cuando se hizo por medio de la fuerza.[18]

## Reacciones
La realeza

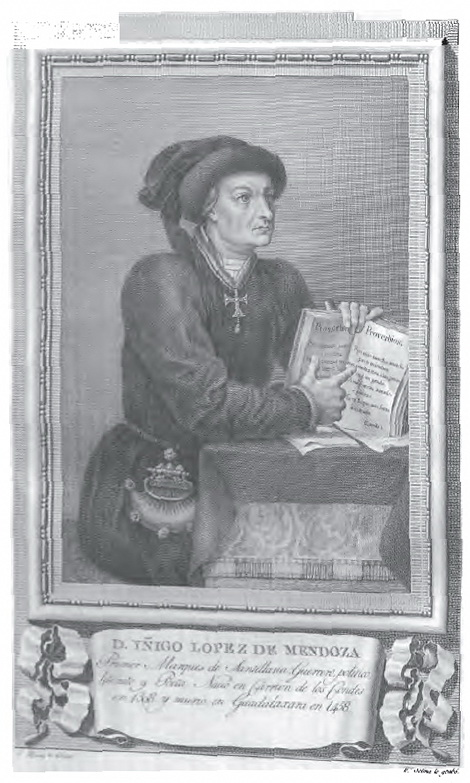
Íñigo López de Mendoza en un grabado de 1791.

La realeza estaba contenta de poder recuperar poder en el norte de la península ibérica, sucesivamente perdido desde hacía tres siglos. Además de crearse la provincia de los Nueve Valles, a quienes diferentes reyes fueron sumando ordenanzas, el valle de Carriedo, antecedente del pleito de los Valles, recibió del rey el título de Real Valle de Carriedo.
Los duques del Infantado
La respuesta de los duques fue muy violenta. Existen varios testimonios acerca de las atrocidades cometidas por orden de Íñigo López de Mendoza, sus allegados y seguidores antes y durante los años que duraron los pleitos. Juan Martínez, testigo en el pleito, aseguró que el duque había entrado en su valle rodeado de hombres con pendones, atabales y trompetas y lo había rendido a la fuerza, haciendo huir a personas y ganados a los montes. Después, quemó las casas e impuso castigos a quienes pudo encontrar. A Pero Díaz y Juan de Matamorosa, opositores al duque, les quemaron sus casas y les arrojaron por sendas ventanas. Don Íñigo llegó a maltratar a opositores hidalgos emparentados con la casa de la Vega, y encarceló durante ocho meses a uno de ellos. Cuando finalmente el Infantado perdió el pleito de 1581, el duque coetáneo decidió centrar su atención en los últimos territorios que le fueron concedidos en otros lugares de la península.

## Memorial
El nombre del documento del pleito, impreso en 1566, es Memorial contra las escrituras que el fiscal y valles presentan por autos de jurisdicción. En él están contenidos documentos de pleitos anteriores contra la misma familia nobiliar, siendo uno, por ejemplo, de 1398, anterior al pleito Viejo; otro de los documentos adjuntos data de 1351. En 1910 la Jurisdicción de Cantabria lo publicó bajo el título Memorial presentado al Rey por el Duque del Infantado en el pleito sostenido contra el Fiscal y los 7 valles de Villaescusa, Cayón, Penagos, Camargo, Cabezón, Alfoz de Lloredo y Piélagos.
La documentación del pleito, perdida, se recuperó el 8 de febrero de 1957, cuando el periodista y escritor Antonio Bartolomé Suárez descubrió los documentos originales en una casa de Reocín, donde una familia los preservaba. Manuel Bartolomé García, hijo de Antonio, fue nombrado en 2016 Escribano de la Merindad de las Asturias de Santillana, en reconocimiento a su trayectoria literaria y colaboración a la historia de los Nueve Valles; nombramiento apoyado por todos los representantes de los Nueve Valles en la Casa de Juntas de Puente San Miguel en la jornada del Día de las Instituciones.
El memorial en su conjunto cuenta con numerosas adiciones y documentos que dan una buena muestra del estado de La Marina desde comienzos del siglo XIV, entre ellos el Apeo de Pero Alfonso de Escalante.

### Lugares señoriales de los valles
El memorial del pleito ha sido estudiado en referencia a la historia de Cantabria por incluir un listado de las torres y casas fuertes que contenían los ocho valles (sin incluir Carriedo). En total son 43 torres y 2 casas fuertes, además del castillo de Liencres, bastantes fortificaciones para un territorio tan pequeño. Se cree que en el siglo XVI había en la totalidad de las Asturias de Santillana más de 200 torres y casonas fuertes junto con más de 1000 solares de hidalgos, tal y como se menciona en el memorial. La tabla muestra la aportación de Fernando José de Velasco y Ceballos, que asoció algunas de las torres citadas a posibles linajes.
| Torres y casas fuertes citadas en el memorial | |
| Valle                                         | Torres y linajes |
| Villaescusa                                   | Torre de Liaño (Liaño); torre de la Concha (de la Concha); torre de Obregón (Obregón); torre de Villanueva (Ceballos). |
| Cayón-Penagos                                 | Torre de Totero; torre de La Penilla; torre de Tahulú (Ceballos Escalante). |
| Camargo                                       | Torre de Estaños; torre de Maliaño (Herrera); torre de los Orozco en Escobedo (Escobedo); cuatro torres en Igollo (Portas Discutido); torre de Herrera (Herrera). |
| Piélagos                                      | Torres de Cianca (Ceballos); dos torres en Quijano (Quijano); torre en Renedo (Ceballos Discutido); torre en Zurita (Ceballos); Fortaleza de Rueda (Ceballos, después Sánchez de Tagle); tres torres en Oruña, torre de Arce (Ceballos Escalante); castillo de Liencres (Casa de la Vega). |
| Cabuérniga                                    | Torre de Sancho de los Ríos; torre en Terán (Terán); Torre de Valle (Díaz CossíoDiscutido); torre de Ucieda (TeránDiscutido); torre en Sopeña (Díaz de Cossío), torre en Ruente (Mier y Terán).                                                                                            |
| Alfoz de Lloredo                              | Casa fuerte de Comillas (Casa de la Vega); torre de Ruiseñada (Bracho); torre de Udías (Ceballos); torre de Cubillas (VillegasDiscutido), torre en Trasierra (Villegas); torre en Castro (Villegas); torre en Nuño (Villegas).                                                             |
| Reocín                                        | Torre de Quijas (Bustamante); torre en Quijas (Calderón); torre de Ibio (Guerra); torre en Cabezón de la Sal (Casa de la Vega); torre en Cos (Casa de la Vega); torre de Santibáñez (Gayón); torre junto al río Agüera (Agüeros, después de los Peredo).                                   |